# José Antonio Chang
José Antonio Chang Escobedo (Lima, 19 de mayo de 1958) es un ingeniero industrial y político peruano de ascendencia china. Es el actual rector de la Universidad de San Martín de Porres desde el 23 de abril del 2011. Ejerció como presidente del Consejo de Ministros y como ministro de Educación durante el segundo gobierno de Alan García.

## Biografía
Nació en la ciudad de Lima, el 19 de mayo de 1958. Es hijo del exsenador aprista, Eugenio Chang Cruz.
Estudió en la Gran Unidad Escolar Melitón Carvajal. Ingresó y se graduó en la carrera de ingeniería industrial en la Universidad Nacional Federico Villarreal, y obtuvo el grado de Master of Education en la especialidad de Computación Educativa y Tecnología, por la Universidad de Hartford, Connecticut, en los Estados Unidos de América. También ha cursado estudios de Administración y Organización en ESAN.

## Rector Universitario
José Antonio Chang fue el primer decano de la Facultad de Ingeniería de Computación y Sistemas de la Universidad de San Martín de Porres, considerándosele el gestor de la transformación de dicha facultad y posteriormente de la universidad de la que fue rector desde 1996, hasta que pidió licencia en 2006 para ocupar el cargo de Ministro de Educación. Durante su gestión, la USMP inició un programa de renovación de la infraestructura que le ha permitido contar con modernos campus equipados con tecnología de punta en todas sus especialidades. En el 2001 una subcomisión investigadora del Congreso de la República que analizó las denuncias por irregularidades en dicha universidad, recomendó que se renovaran a las autoridades. Desde entonces, han pasado 14 años y José Antonio Chang sigue al frente de la Universidad San Martín que en el 2012 reportó ingresos totales por S/.372 millones. Por otro lado, bajo su liderazgo se iniciaron procesos de acreditación internacional en todas las facultades y escuelas de la universidad, lo que ha permitido que a inicios de 2012 16 carreras profesionales, 31 maestrías y 6 doctorados ofrecidos por la universidad cuenten con acreditaciones internacionales. Fue reelegido por tercera vez rector de dicha casa de estudios en 2011. Anteriormente: 1996, 2001, 2006, y últimamente, 2011.

## Cargos públicos
José Antonio Chang fue gerente de Sistemas del Banco de la Nación del Perú en los años 1980, Ministro de Educación entre 2006 y 2011 y primer ministro del Perú entre 2010 y 2011.[cita requerida]

## Ministro de Educación
El 28 de julio de 2006, Chang juró como Ministro de Educación del Perú, siendo el primero en ese sector del segundo gobierno de García Pérez. En su discurso inaugural, el presidente García se refirió específicamente a Chang para encargarle la eliminación del analfabetismo en el Perú. 
Su gestión se caracterizó por el empeño puesto en incorporar la meritocracia a la carrera magisterial, tarea que inició con una evaluación censal de 180 000 maestros, realizada en enero de 2007 y la exigencia de un examen único y nota mínima de catorce sobre veinte para ingresar a los institutos de formación docente (mas no en las universidades). Fue durante la gestión de Chang cuando se aprobó la nueva Ley de Carrera Pública Magisterial que se venía gestando desde inicios de la década y que fija mejores niveles salariales asociados a méritos académicos.
Por otro lado, refrendó el decreto de urgencia N.º 004-2009, por el cual se creó el Programa Nacional de Recuperación de las Instituciones Públicas Educativas Emblemáticas y Centenarias, con el fin de modernizar y reforzar la infraestructura de 20 colegios en Lima y Callao, y otros 21 en el resto del país.